# Barlowův průsmyk (Washington)

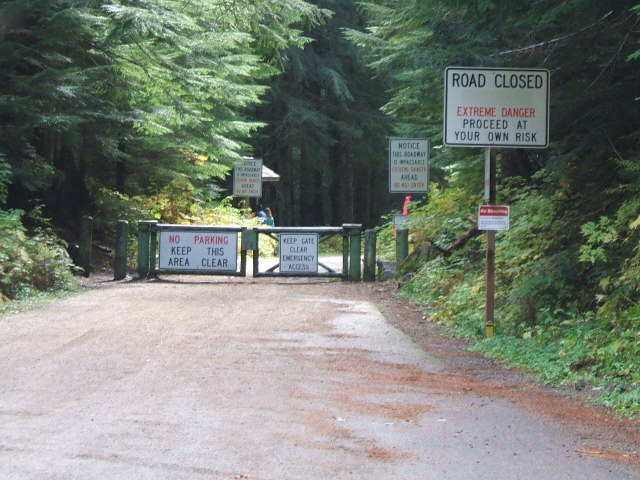
Stezka k Monte Cristu.

Barlowův průsmyk se nachází v nadmořské výšce 720 metrů na západní straně Kaskádového pohoří v americkém státě Washington. Prochází jím silnice Mountain Loop Highway spojující Darrington a Silverton. Jedná se o oblíbený vstup na stezku vedoucí ke starému hornickému městu Monte Cristo.
V roce 1890 si rozvoj Monte Crista vyžádal lepší přístup k městu a o rok později byla vybudována cesta vedoucí od řeky Skagit údolím řeky Sauk až do města. Ve stejném roce však bylo zjištěno, že lépe se dá do města dostat prostřednictvím údolí jižního ramene řeky Stillaguamish. Průzkumník M. Q. Barlow tehdy vyznačil cestu vedoucí ze Silvertonu do Monte Crista. Zájem o přístup k městu nakonec zapříčinil stavbu cesty přes Barlowův průsmyk, která se poté spojila s cestou vedoucí údolím řeky Sauk. Později byla vedle této cesty postavena také železnice.